# Élections sénatoriales de 2001 en Maine-et-Loire
Les élections sénatoriales en Maine-et-Loire ont lieu le dimanche 23 septembre 2001. Elles ont pour but d'élire les sénateurs représentant le département au Sénat pour un mandat de neuf années.

## Contexte départemental
Lors des élections sénatoriales du 27 septembre 1992 en Maine-et-Loire, trois sénateurs ont été élus selon un scrutin majoritaire : Jean Huchon (UDF), Charles Jolibois (UDF) et Jean-Paul Hugot (RPR).
Depuis, tous les effectifs du collège électoral des grands électeurs ont été renouvelés, avec les élections législatives de 1997 en Maine-et-Loire, les élections européennes de 1999, les élections régionales françaises de 1998, les élections cantonales de 1998 et 2001 et les élections municipales françaises de 2001.

## Sénateurs sortants
| Sénateur | Sénateur         | Parti | Fonctions lors de l'élection en 1992                  |
| -------- | ---------------- | ----- | ----------------------------------------------------- |
|          | Charles Jolibois | UDF   | Sénateur sortant, conseiller général, maire d'Étriché |
|          | Jean Huchon      | UDF   | Sénateur sortant                                      |
|          | Jean-Paul Hugot  | RPR   | Maire de Saumur                                       |

## Présentation des listes et des candidats
Les nouveaux représentants sont élus pour une législature de 9 ans au suffrage universel indirect par les 1367 grands électeurs du département. Le nombre de sénateurs reste inchangé, 3 sénateurs sont à élire. 
Huit listes sont présentes.

### Lutte ouvrière
| N° | Candidats | Candidats          | Parti | Principale fonction             |
| -- | --------- | ------------------ | ----- | ------------------------------- |
| 01 |           | Philippe Lebrun    | LO    | Conseiller municipal de Trélazé |
| 02 |           | Marie-Louise Dupas | LO    |                                 |
| 03 |           | Robert Cerisier    | LO    |                                 |

### Parti communiste français
| N° | Candidats | Candidats          | Parti | Principale fonction              |
| -- | --------- | ------------------ | ----- | -------------------------------- |
| 01 |           | Jean-Paul Plassard | PCF   | Conseiller régional              |
| 02 |           | Nicole Veylit      | PCF   | Conseillère municipale de Cholet |
| 03 |           | Patrice Daviau     | PCF   | Maire de Marcé                   |

### Parti socialiste et alliés
| N° | Candidats | Candidats      | Parti | Principale fonction          |
| -- | --------- | -------------- | ----- | ---------------------------- |
| 01 |           | Daniel Raoul   | PS    | Adjoint au maire d'Angers    |
| 02 |           | Monique Dusser | Verts | Adjointe au maire de Saumur  |
| 03 |           | Daniel Dupuis  | PRG   | Maire de Noyant-la-Gravoyère |

### Union pour la démocratie française
| N° | Candidats | Candidats         | Parti | Principale fonction                     |
| -- | --------- | ----------------- | ----- | --------------------------------------- |
| 01 |           | Christian Gaudin  | UDF   | Conseiller général, maire du Fuilet     |
| 02 |           | Catherine Deroche | UDF   | Maire de Bouchemaine                    |
| 03 |           | Christian Gillet  | UDF   | Conseiller régional, conseiller général |

### Divers droite
| N° | Candidats | Candidats        | Parti | Principale fonction                                   |
| -- | --------- | ---------------- | ----- | ----------------------------------------------------- |
| 01 |           | Charles Jolibois | UDF   | Sénateur sortant, conseiller général, maire d'Étriché |
| 02 |           | Geneviève Gazeau | UDF   | Maire de Botz-en-Mauges                               |
| 03 |           | Dominique Dauge  | DVD   | Maire de Fontevraud-l'Abbaye                          |

### Rassemblement pour la République
| N° | Candidats | Candidats          | Parti | Principale fonction            |
| -- | --------- | ------------------ | ----- | ------------------------------ |
| 01 |           | André Lardeux      | RPR   | Président du conseil général   |
| 02 |           | Marie-Claude Cogné | DVD   | Adjointe au maire de Beaupréau |
| 03 |           | Guy Delépine       | RPR   | Maire de Baugé                 |

### Mouvement national républicain
| N° | Candidats | Candidats           | Parti | Principale fonction |
| -- | --------- | ------------------- | ----- | ------------------- |
| 01 |           | Jean Quélennec      | MNR   |                     |
| 02 |           | Annick Moreau       | MNR   |                     |
| 03 |           | Jean-Philippe Motte | MNR   |                     |

### Union des contribuables français
| N° | Candidats | Candidats                 | Parti | Principale fonction |
| -- | --------- | ------------------------- | ----- | ------------------- |
| 01 |           | Isabelle Fossey           | UCF   |                     |
| 02 |           | Jean Guibourg de Luzinais | UCF   |                     |
| 03 |           | Lucie Poisson             | UCF   |                     |

## Résultats
| Tête de liste  | Tête de liste      | Liste          | Voix  | %      | Sièges |
| -------------- | ------------------ | -------------- | ----- | ------ | ------ |
|                | Daniel Raoul       | PS-PRG-Verts   | 601   | 33,04  | 1      |
|                | Christian Gaudin   | UDF            | 528   | 29,03  | 1      |
|                | André Lardeux      | RPR            | 446   | 24,52  | 1      |
|                | Charles Jolibois   | UDF            | 149   | 8,19   |        |
|                | Jean-Paul Plassard | PCF            | 59    | 3,24   |        |
|                | Isabelle Fossey    | UCF            | 16    | 0,88   |        |
|                | Philippe Lebrun    | LO             | 13    | 0,71   |        |
|                | Jean Quélennec     | MNR            | 7     | 0,38   |        |
|                |                    |                |       |        |        |
| Inscrits       | Inscrits           | Inscrits       | 1 847 | 100,00 |        |
| Abstentions    | Abstentions        | Abstentions    | 9     | 0,49   |        |
| Votants        | Votants            | Votants        | 1 838 | 99,51  |        |
| Blancs et nuls | Blancs et nuls     | Blancs et nuls | 19    | 1,03   |        |
| Exprimés       | Exprimés           | Exprimés       | 1 819 | 98,48  |        |